# Landkreis Homburg
Der Landkreis Homburg war ein Landkreis im Saarland, der bis 1973 bestand. Er ging aus dem bayerischen Landkommissariat Homburg hervor, das 1818 nach den Gebietsveränderungen des Wiener Kongresses gebildet worden war und aus dem 1862 das Bezirksamt Homburg gebildet wurde.

## Geographie
Der Landkreis grenzte Anfang 1969 im Uhrzeigersinn im Westen beginnend an die Landkreise Sankt Ingbert und Ottweiler (beide im Saarland) sowie Kusel und Zweibrücken (beide in Rheinland-Pfalz). Im Süden grenzte er an das französische Département Moselle.

## Geschichte
Das Bezirksamt Homburg gehörte bis 1920 zur bayerischen Pfalz. Nach dem Friedensvertrag von Versailles wurde sein Gebiet vollkommen neu abgegrenzt. In diesen neuen Grenzen wurde das Bezirksamt dem neu geschaffenen Saargebiet angegliedert. Staatsrechtlich blieben sowohl das Bezirksamt Homburg als auch das Bezirksamt St. Ingbert ein Teil der bayerischen Pfalz, sowie Bayerns.
- Aus dem Bezirksamt Homburg in den Grenzen von 1818 bzw. 1862 verblieben lediglich die Stadt Homburg ohne Sanddorf und Bruchhof sowie die Gemeinden Altstadt, Erbach-Reiskirchen, Höchen, Jägersburg, Kirkel-Neuhäusel, Kleinottweiler, Limbach, Mittelbexbach, Niederbexbach und Oberbexbach beim neuen Bezirksamt Homburg, das vom Deutschen Reich abgetrennt wurde.

- Alle Gemeinden des Distrikts Landstuhl Bann, Bettenhausen, Bruchmühlbach, Fockenberg-Limbach, Gerhardsbrunn, Gimsbach, Hauptstuhl, Hütschenhausen, Katzenbach, Kindsbach, Kottweiler-Schwanden, Landstuhl, Linden, Mackenbach, Matzenbach, Miesenbach, Mittelbrunn, Mühlbach im Bruch, Nanzdiezweiler, Niedermohr, Oberarnbach, Obermohr, Obernheim-Kirchenarnbach, Queidersbach, Ramstein, Reichenbach, Reichenbachsteegen, Reuschbach, Schrollbach, Spesbach, Steinwenden, Vogelbach und Weltersbach verblieben im Deutschen Reich und kamen zum Bezirksamt Kaiserslautern. Sie wurden von einer Bezirksamtsaußenstelle in Landstuhl verwaltet, die bis 1938 bestand.[2][3]

- Die Gemeinden des Restdistrikts Waldmohr Altenkirchen, Börsborn, Breitenbach, Brücken, Dietschweiler, Dittweiler, Dunzweiler, Elschbach, Frohnhofen, Glan-Münchweiler, Gries, Haschbach, Kübelberg, Nanzweiler, Niedermiesau, Obermiesau, Sand, Schmittweiler, Schönenberg, Steinbach am Glan und Waldmohr verblieben im Deutschen Reich und kamen zum Bezirksamt Kusel. Sie wurden von Waldmohr aus verwaltet, wo eine Bezirksamtsaußenstelle (ab 1939 Landratsaußenstelle genannt) des Bezirksamts Kusel eingerichtet wurde. Am 1. August 1940 wurde die Außenstelle zugunsten der Verwaltung in Kusel aufgehoben.[4]

- Die Gemeinden des Restdistrikts Homburg Bechhofen, Bruchhof-Sanddorf, Großbundenbach, Käshofen, Kirrberg, Kleinbundenbach, Krähenberg, Lambsborn, Langwieden, Martinshöhe, Mörsbach, Rosenkopf und Wiesbach verblieben im Deutschen Reich und wurden dem Bezirksamt Zweibrücken zugeordnet, aber noch 1944 rechtlich als eigenständiger „Restkreis Homburg (Pfalz)“ haushaltstechnisch getrennt geführt.[5]

- Im Gegenzug kamen die Gemeinden Altheim, Bliesdalheim, Böckweiler, Breitfurt, Brenschelbach, Einöd-Ingweiler, Medelsheim, Mimbach, Neualtheim, Niedergailbach, Peppenkum, Seyweiler, Utweiler, Walsheim und Webenheim aus dem Bezirksamt Zweibrücken zum Bezirksamt Homburg und wurden Teil des Saargebiets.

Nach der Saarabstimmung gelangte das Saargebiet und damit das Bezirksamt Homburg am 1. März 1935 zurück zum Deutschen Reich. Am 1. April 1939 wurde die Gemeinde Bruchhof-Sanddorf aus dem Bezirksamt Zweibrücken in die Stadt Homburg eingegliedert.
Nach dem Zweiten Weltkrieg wurde das Saarland 1947 bis 1956 erneut internationalisiert und zwischenzeitlich ein teil-souveräner Staat unter französischer Aufsicht. Die Gemeinde Kirrberg wurde am 23. April 1949 aus dem rheinland-pfälzischen Landkreis Zweibrücken in den Landkreis Homburg umgegliedert. Am 1. Januar 1957 kam das Saarland mit dem Landkreis Homburg nach erneuten Verhandlungen zur Bundesrepublik Deutschland.
Zum 1. Januar 1974 wurde der Landkreis im Zuge der Gebiets- und Verwaltungsreform im Saarland aufgelöst und bis auf die Ortschaften Eschweilerhof und Ludwigsthal, die zum Landkreis Neunkirchen kamen, mit dem größten Teil des aufgelösten Kreises Sankt Ingbert zum neuen Saar-Pfalz-Kreis (seit 1989 Saarpfalz-Kreis) mit der Kreisstadt Homburg vereinigt.

### Religionen
Die evangelische Bevölkerung im Gebiet des ehemaligen Landkreises Homburg gehörte seit der Union 1818 wie in der gesamten Pfalz zur Vereinigten Protestantisch-Evangelisch-Christlichen Kirche der Pfalz mit dem Konsistorium in München, wurde 1848 davon rechtlich unabhängig und erhielt ein eigenes Konsistorium in Speyer.
Die katholische Bevölkerung gehörte zum Bistum Speyer.

## Einwohnerentwicklung
| Jahr | Einwohner | Quelle |
| ---- | --------- | ------ |
| 1864 | 47.664    | [ 9 ]  |
| 1885 | 52.899    | [ 10 ] |
| 1900 | 62.565    | [ 11 ] |
| 1910 | 74.849    | [ 11 ] |
| 1939 | 52.477    | [ 11 ] |
| 1960 | 70.000    | [ 11 ] |
| 1970 | 80.000    | [ 12 ] |
| 1972 | 80.100    | [ 13 ] |

## Landräte
- 1818–1830: Philipp Jakob Siebenpfeiffer (Landcommissär)
- 1831–1832: Adalbert Dilg (Landcommissär)
- 1832–1869: Johann Christian Chelius (Landcommissär, später Bezirksamtmann)
- 1869–1873: Friedrich Joseph Siebert (Bezirksamtmann)
- 1873–1902: Wilhelm Spörer (Bezirksamtmann)
- 1902–1907: Theodor Stößel (Bezirksamtmann)
- 1907–1920: Georg Schlosser (Bezirksamtmann)
- 1920–1935: Adolf Niedhammer (Bezirksamtmann)
- 1935–1945: Otto Bühler
- 1945–1946: Heinrich Lieser
- 1947–1952: Hermann Trittelvitz
- 1952–1973: Ferdinand Bungart

## Gemeinden
Dem Landkreis Homburg gehörten zum Zeitpunkt seiner Auflösung zwei Städte und 25 weitere Gemeinden an:
| Gemeinde 1973    | heutige Gemeinde im Saarpfalz-Kreis |
| ---------------- | ----------------------------------- |
| Altheim          | Blieskastel                         |
| Altstadt         | Kirkel                              |
| Bexbach, Stadt   | Stadt Bexbach                       |
| Bliesdalheim     | Gersheim                            |
| Böckweiler       | Blieskastel                         |
| Breitfurt        | Blieskastel                         |
| Brenschelbach    | Blieskastel                         |
| Einöd            | Kreisstadt Homburg                  |
| Frankenholz      | Stadt Bexbach                       |
| Höchen           | Stadt Bexbach                       |
| Homburg, Stadt   | Kreisstadt Homburg                  |
| Jägersburg       | Kreisstadt Homburg                  |
| Kirkel-Neuhäusel | Kirkel                              |
| Kirrberg         | Kreisstadt Homburg                  |
| Kleinottweiler   | Stadt Bexbach                       |
| Limbach          | Kirkel                              |
| Medelsheim       | Gersheim                            |
| Mimbach          | Blieskastel                         |
| Neualtheim       | Blieskastel                         |
| Niederbexbach    | Stadt Bexbach                       |
| Niedergailbach   | Gersheim                            |
| Oberbexbach      | Stadt Bexbach                       |
| Peppenkum        | Gersheim                            |
| Seyweiler        | Gersheim                            |
| Utweiler         | Gersheim                            |
| Walsheim         | Gersheim                            |
| Webenheim        | Blieskastel                         |

- Die Gemeinde Beeden-Schwarzenbach wurde 1913 nach Homburg eingemeindet.
- Die Gemeinde Erbach-Reiskirchen wurde am 1. April 1936 nach Homburg eingemeindet.
- Die 1937 gebildete Gemeinde Höcherberg wurde am 1. Mai 1947 wieder aufgelöst.
- Die Gemeinde Mittelbexbach wurde 1955 in Bexbach umbenannt und 1970 zur Stadt erhoben.

## Kfz-Kennzeichen
Am 1. Januar 1957 wurde dem Landkreis anlässlich des Beitritts des Saarlandes zur Bundesrepublik Deutschland das Unterscheidungszeichen HOM zugewiesen. Es wird im Saarpfalz-Kreis bis heute ausgegeben.